# Malcolm Jenkins
Malcolm Jenkins (* 20. Dezember 1987 in East Orange, New Jersey) ist ein ehemaliger US-amerikanischer American-Football-Spieler in der National Football League (NFL). Er spielte für die New Orleans Saints und die Philadelphia Eagles als Safety. Jenkins konnte zweimal den Super Bowl gewinnen.

## College
Jenkins zeigte schon in der Highschool sein großes sportliches Talent. So spielte er nicht nur auf diversen Positionen Football, sondern tat sich auch als Leichtathlet hervor. Er besuchte die Ohio State University und spielte für deren Team, die Buckeyes, überaus erfolgreich College Football. Er konnte mit seinem Team nicht nur mehrere Titel gewinnen, sondern wurde auch für seine persönlichen Leistungen wiederholt ausgezeichnet, darunter mit dem prestigeträchtigen Jim Thorpe Award für den besten Defensive Back im College Football. Er spielte auf verschiedenen Positionen in der Secondary und konnte insgesamt 196 Tackles setzen, außerdem gelangen ihm 12 Interceptions sowie zwei Touchdowns.

## NFL

### New Orleans Saints
Beim NFL Draft 2009 wurde er in der ersten Runde als insgesamt 14. von den New Orleans Saints ausgewählt. Bereits in seiner Rookie-Saison kam er regelmäßig als Cornerback zum Einsatz und konnte mit den Saints den Super Bowl XLIV gewinnen.
Die folgenden vier Saisons lief er als Starting-Free Safety auf.

### Philadelphia Eagles
2014 wechselte er zu den Philadelphia Eagles, auch hier zeigte er seine gewohnt guten Leistungen. 2015 wurde er dafür auch in den Pro Bowl berufen.
Im Februar 2016 verlängerte er seinen Vertrag mit den Eagles um weitere fünf Jahre. Am 5. Februar 2018 konnte er mit ihnen den Super Bowl LII gegen die New England Patriots gewinnen, wobei er 4 Tackles verbuchen konnte. In der darauffolgenden Saison erreichte er erneut die Play-offs mit Philadelphia, scheiterte aber in der Divisional Round (der 2. Play-off-Runde) an seinem alten Team, den Saints.

### Rückkehr zu den New Orleans Saints
Im März 2020 unterschrieb Jenkins bei den Saints einen Vierjahresvertrag über 42 Millionen US-Dollar, 16,25 davon garantiert. Nach der Saison 2021 gab Jenkins am 30. März 2022 sein Karriereende bekannt.